# نيتا آل شميستر
نيتا آل شميستر (بالعبرية: נטע אלחמיסטר; مواليد 20 أبريل 1994 , ريشون لتسيون , إسرائيل) عارضة أزياء إسرائيلية . وأحد أشهر عارضات وكالة إيليت في إسرائيل, حققت شهرتها العالمية على تطبيق إنستغرام وإلى جانب مهنتها في مجال الأعمال التجارية وعروض الأزياء، تعتبر ثالث أكبر شخصية متابعة في الانستغرام في إسرائيل ، خلف بار رفائيلي وآنا زاك ، وفقاً لجمعية الإنترنت الإسرائيلية. وتعتبر ثالث شخصية إسرائيلية متابعة خلال وسائل الإعلام الاجتماعية، بعد غال غادوت وبار رفائيلي.

## حياتها
ولد نيتا أل شيميستر في ريشون لتسيون ، إسرائيل ، لأبوين مولودان في إسرائيل من أصول .يهودية ليبيية، ويهودية جزائرية.

## مهنيا
تم اكتشاف نيتا ألشيميستر كعارضة أزياء في عام 2009 ، في في سن ال 15 حين كانت مراهقة. بعد أن أكملت خدمتها العسكرية، شاركت في تأسيس شركة BaNaNhot لملابس السباحة مع صديقتها نوا بيني، والتي تبيع كميات لا محدودة مصمم ملابس السباحة في جميع أنحاء العالم. كما أنها تتعاون على وسائل التواصل الاجتماعي مع آنا زاك. في عام 2016 ، ظهرت على غلاف مجلة بليز لملابس السباحة.

## الحياة الشخصية
في عام 2014 ، بدأ غيرشون بمواعدة لاعب كرة قدم إسرائيلي رامي غيرشون. أصبحوا مخطوبين في عام 2018.

## روابط خارجية
- نيتا آل شميستر على موقع IMDb (الإنجليزية)

- نيتا آل شميستر على إنستغرام
- صفحة نيتا آل شميستر على موقع ترافيك موديلز